# Gilbert de Umfraville, 7. Earl of Angus

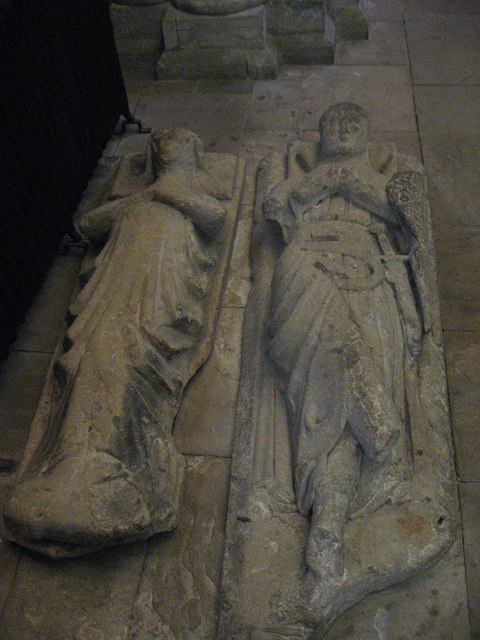
Grabdenkmal von Gilbert de Umfraville und seiner Frau Elizabeth in Hexham Abbey

Gilbert de Umfraville, 7. Earl of Angus, 1. Baron Umfraville (lateinisch Gilberto de Umfravill, * um 1244; † vor dem 13. Oktober 1307), war ein englisch-schottischer Adliger.

## Herkunft und Jugend

Wappen der Earls of Angus aus der Familie Umfraville

Gilbert de Umfraville entstammte der Familie Umfraville. Er war der älteste Sohn von Gilbert de Umfraville und von dessen Frau Matilda, Countess of Angus. Sein Vater, ein englischer Baron mit umfangreichen Besitzungen in Northumberland, hatte durch Heirat den schottischen Titel Earl of Angus erworben. Er starb aber bereits im April 1245, worauf sein junger Sohn als Kleinkind zum Erben seiner Besitzungen wurde. Um die Vormundschaft des reichen Erben bewarben sich Richard von Cornwall, ein Bruder des englischen Königs Heinrich III. und dessen Schwager Simon de Montfort. Der König vergab die Vormundschaft schließlich seinem Schwager Montfort, der ihm für die Verwaltung des Erbes 10.000 Mark geboten hatte. Diese Summe erließ Heinrich III. schließlich seinem Schwager, der aus der Vormundschaftverwaltung jährliche Einkünfte von £ 330 hatte. Durch den Einfluss seines Vormunds unterstützte Umfraville während des Zweiten Kriegs der Barone zunächst die Adelsopposition gegen König Heinrich III. Er wechselte jedoch noch vor der entscheidenden Schlacht von Evesham 1265, in der Montfort fiel, die Seiten und unterstützte die königliche Partei. Der Tod Montforts befreite Umfraville von der Verpflichtung, beim Erreichen der Volljährigkeit 1200 Mark an seinen Vormund zahlen zu müssen. Umfravilles Mutter hatte nach dem Tod seines Vaters in dritter Ehe Richard of Dover, Lord of Chilham geheiratet. Sie starb vor 1267, womit Umfraville den schottischen Titel Earl of Angus erbte.

## Tätigkeit als englischer Baron
Nachdem er volljährig geworden war, verstand sich Umfraville trotz seiner schottischen Besitzungen zuerst als englischer Adliger. Dies zeigte sich auch in seinen Schenkungen: In Schottland machte er nur kleine Stiftungen zugunsten von Klöstern, während er die Kirche von Loders in Dorset reich bedachte. 1277 nahm er am Feldzug von König Eduard I. nach Wales teil. Während des Französisch-Englischen Kriegs ab 1294 nahm er 1294 am Feldzug in die Gascogne teil. 1295 wurde er per Writ of Summons in ein Parlament berufen, weshalb er als Baron Umfraville gilt. Neben diesem Titel wurde er in königlichen Schreiben gelegentlich der Höflichkeit halber als Earl of Angus mit seinem schottischen Titel bezeichnet.

## Rolle während des Thronfolgestreits in Schottland
In Schottland war er als Earl of Angus einer der sieben alten keltischen Earls, die angeblich das Recht zur Wahl des Königs hatten. Dennoch spielte Umfraville in der politisch unruhigen Zeit nach dem Tod von König Alexander III. in Schottland keine größere Rolle. 1284 hatte er an dem schottischen Parlament teilgenommen, an dem die Enkelin des Königs, Margarete von Norwegen als Thronerbin anerkannt wurde. Nach dem Tod von Alexander III. 1286 wurde ihm die Verwaltung der königlichen Burgen von Dundee und Forfar übertragen. 1290 nahm er an dem Parlament in Birgham teil, das den Heiratsvertrag zwischen der schottischen Thronerbin Margarete und dem englischen Thronfolger Eduard billigte. Als Margarete im Oktober 1290 starb, war die Thronfolge völlig offen. Wie andere Verwalter von königlichen Burgen zögerte Umfraville zunächst, seine Burgen dem englischen König Eduard I. zu übergeben, dem die schottischen Adligen die Entscheidung über die Thronfolge übertragen hatten. Schließlich akzeptierte er den Anspruch des englischen Königs auf Oberherrschaft während des Verfahrens und übergab ihm die Burgen, solange kein neuer König bestimmt worden war. Zusammen mit zahlreichen anderen schottischen Baronen schwor er am 13. Juni 1291 dem englischen König als Oberherrn die Treue. Diese Entscheidung fiel ihm gewiss leichter, weil er als englischer Baron Eduard I. bereits die Treue geschworen hatte.

## Rolle im Schottischen Unabhängigkeitskrieg
Als es wegen des Anspruchs des englischen Königs auf die Oberhoheit 1296 zum Krieg zwischen Schottland und England kam, unterstützte Umfraville loyal den englischen König. Er nahm an dem erfolgreichen Feldzug von Eduard I. gegen Schottland teil. Als Earl of Angus leistete er wie andere schottische Adlige, darunter Patrick, Earl of March und Dunbar, Robert VI de Brus und dessen Sohn Robert Bruce Hommage. Zu dieser Zeit kam es zu einem Zwischenfall zwischen Umfravilles ältestem Sohn Gilbert und Sir Hugh Lowther, einem Mitglied des königlichen Haushalts. Es ist nicht genau bekannt, warum Gilbert Lowther angriff, doch er musste diesen entschädigen. 1298 nahm Umfraville am erneuten Feldzug des englischen Königs nach Schottland teil. Dabei waren die Engländer bis weit nach Lothian vorgestoßen. Da die Schotten die Ernte vernichtet und das Vieh fort getrieben hatten, litten die englischen Soldaten Hunger. Der Proviant, der mit Schiffen von England nach Schottland gebracht wurde, reichte nicht aus, um die zunehmende Hungersnot der englischen Soldaten zu lindern. Zu allem Überfluss trafen die Engländer auf keine schottischen Feinde. Dann trafen Umfraville und der Earl of Dunbar ein und überbrachten die Nachricht, wo sich der schottische Guardian William Wallace mit der schottische Armee befand. Das englische Heer konnte nun die Schotten stellen und in der Schlacht von Falkirk besiegen. Im Juli 1299 nahm Umfraville an einem Treffen der englischen Kommandeure in York teil, wo über die englischen Garnisonen in Schottland beraten wurde. Danach zog er sich aufgrund seines Alters mehr und mehr zurück, doch bis zu seinem Tod blieb er loyal zum englischen König.

## Ehe und Nachkommen
Umfraville hatte vor 1276 Elizabeth Comyn, die dritte Tochter des schottischen Magnaten Alexander Comyn, 6. Earl of Buchan und von dessen Frau Elizabeth de Quincy geheiratet. Er hatte mit ihr drei Söhne:
- Gilbert Umfraville († 1303)
- Robert de Umfraville, 8. Earl of Angus (um 1277–1325)
- Thomas Umfraville († nach 1305)

Er wurde wie seine Frau in Hexham Priory beigesetzt, wo ihr Grabdenkmal erhalten ist. Sein ältester Sohn Gilbert hatte Margaret de Clare, eine Tochter des anglo-irischen Barons Thomas de Clare geheiratet. Da er aber bereits 1303 kinderlos gestorben war, wurde sein zweiter Sohn Robert de Umfraville sein Erbe.
Angeblich sollte auch Ingram de Umfraville ein Sohn von ihm sein, doch dieser wurde bereits um 1260 geboren, wobei seine genaue Abstammung ungeklärt ist.